# Dietrichia hesperia
Dietrichia hesperia är en spindelart som beskrevs av Crosby och Bishop 1933. Dietrichia hesperia ingår i släktet Dietrichia och familjen täckvävarspindlar. Inga underarter finns listade i Catalogue of Life.